# Metaxanthia atribasis
Metaxanthia atribasis là một loài bướm đêm thuộc phân họ Arctiinae, họ Erebidae.